# Yotsukaidō
Yotsukaidō (jap. 四街道市 Yotsukaidō-shi) – miasto w środkowej części Japonii (prefektura Chiba) na wyspie Honsiu (Honshū). Ma powierzchnię 34,52 km². W 2020 r. mieszkały w nim 93 632 osoby, w 38 301 gospodarstwach domowych  (w 2010 r. 86 740 osób, w 32 495 gospodarstwach domowych).

## Miasta partnerskie
- Livermore